# Enkingen
Enkingen (Rieser-schwäbisch Engge) ist ein Ortsteil der bayerischen Gemeinde Möttingen im Landkreis Donau-Ries.

## Geographie
Das Kirchdorf Enkingen liegt etwa zwei Kilometer nördlich von Möttingen.

## Geschichte
Der Ort ist vermutlich eine alemannische Gründung. Im Jahr 1251 wurde Enkingen zum ersten Mal urkundlich erwähnt. Im Mittelalter besaßen die Grafen von Oettingen, verwaltet vom Oberamt Alerheim, die Grundherrschaft im Ort.
Am 1. Januar 1975 wurde die bis dahin selbständige Gemeinde Enkingen in die Gemeinde Möttingen eingegliedert.

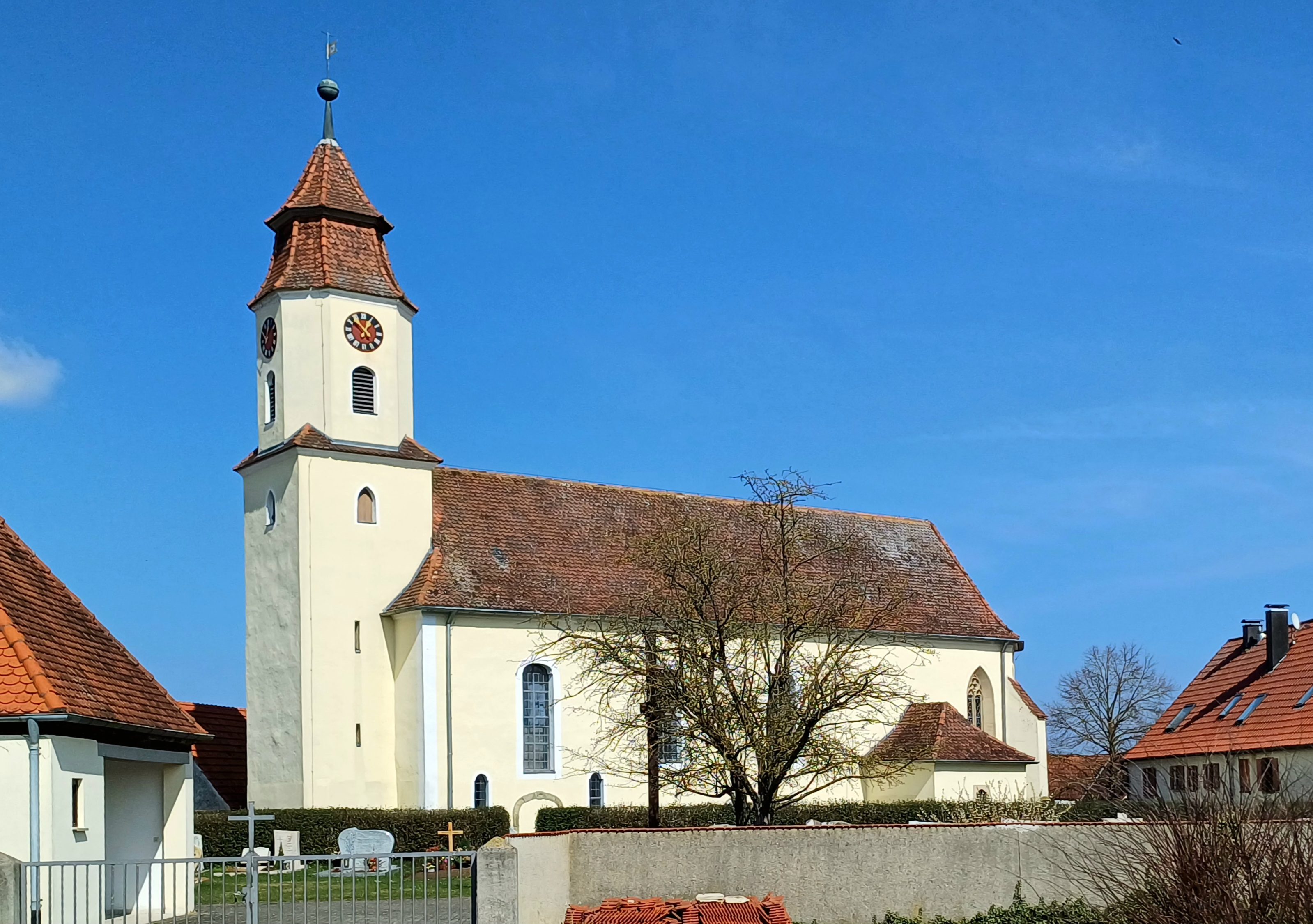
Kirche St. Jodokus

## Kirche
Das Kirchenschiff ist Anfang des 17. Jahrhunderts errichtet worden, der Chor mit Maßwerkfenster stammt aus dem Ende des 14. Jahrhunderts. Die dem hl. Jodokus geweihte Evangelisch-lutherische Kirche war bis 1939 eine Filiale von Möttingen. Sie ist in die Denkmalliste eingetragen.

## Wappen
Die ehemalige Gemeinde Enkingen führte ein Wappen mit folgender Beschreibung: „Schild geteilt; oben geteilt von Silber und Rot, unten in Silber ein durchgehendes schwarzes Kreuz.“